# Le Mitron
Le Mitron è un cortometraggio del 1904 diretto da Ferdinand Zecca.

## Trama
Dranem interpreta un panettiere impacciato.